# کلسیویل (کالیفرنیا)
کلسیویل (به انگلیسی: Kelseyville) یک منطقهٔ مسکونی در ایالات متحده آمریکا است که در شهرستان لیک، کالیفرنیا واقع شده‌است. کلسیویل ۷٫۴۸۷ کیلومتر مربع مساحت و ۳٬۳۵۳ نفر جمعیت دارد و ۴۲۲ متر بالاتر از سطح دریا واقع شده‌است.